# アブラハム

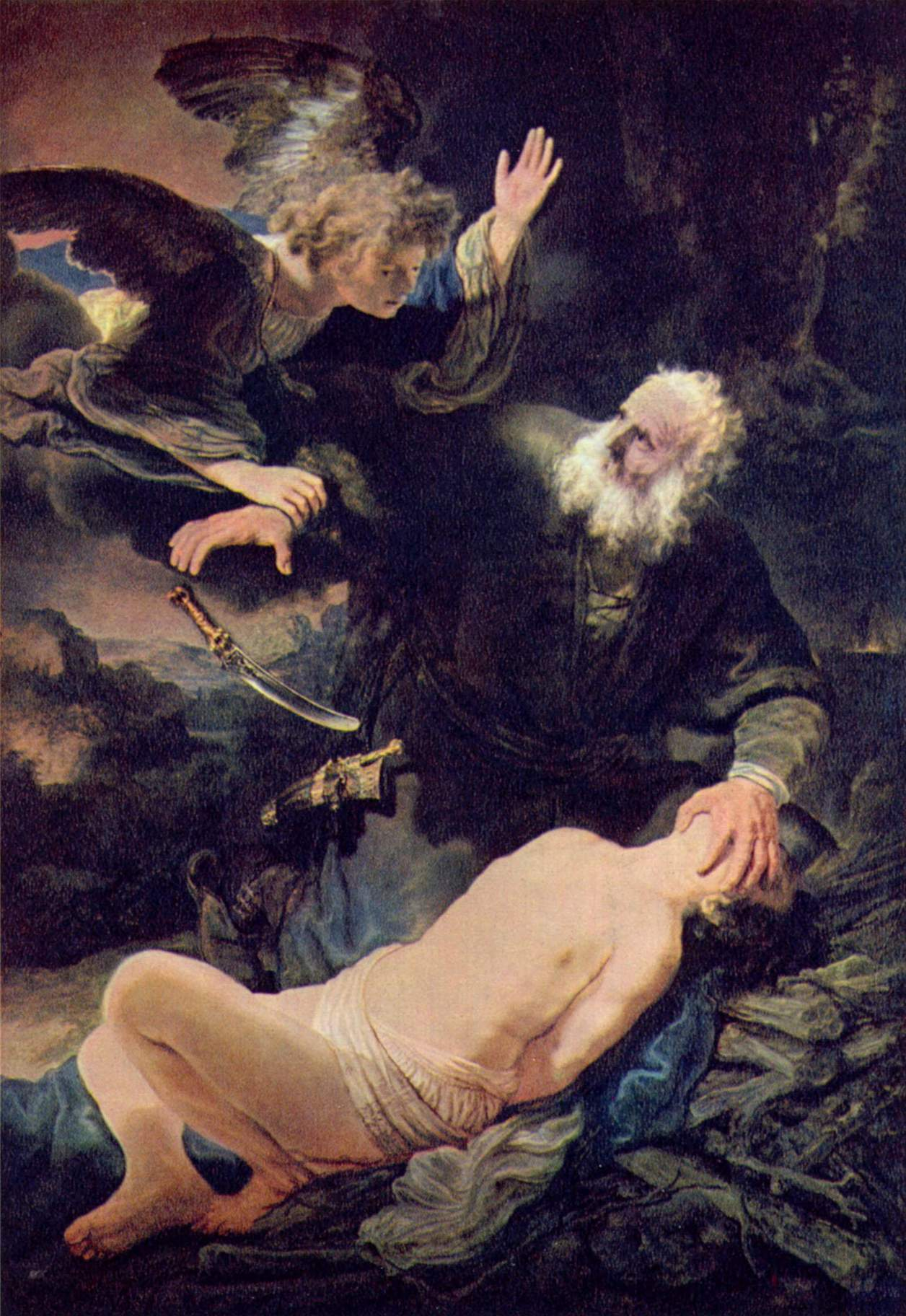
『アブラハムとイサク』（レンブラント画、1634年）
神にひとり子イサクを捧げようとするアブラハムと、それを制止する天使。

アブラム（ヘブライ語: אַבְרָהָם〈古: ʾAḇrām,、現: ʾAvram〉）、または アブラハム（英語: Abraham）、アブラハーム（古代ギリシア語: Αβραάμ、Avraám、アブラハム）は、ヘブライ語で多数の父という意味。ユダヤ教・キリスト教・イスラム教を信仰する「啓典の民」の始祖。ノアの洪水後、神による人類救済の出発点として選ばれ祝福された最初の預言者。「信仰の父」とも呼ばれる。
ユダヤ教の教義では全てのユダヤ人の、またイスラム教の教義では、ユダヤ人に加えて全てのアラブ人の系譜上の祖とされ、יהוה（ヤハウェ、ヤーウェなどと発音。日本語聖書では主に「主」と表記。ここでは最大公約数的に神と表記）の祝福も救いもアブラハム契約が前提になっている。イスラム教ではイブラーヒーム（アラビア語: ابراهِيم, Ibrāhīm）と呼ばれ、ノア（ヌーフ）、モーセ（ムーサー）、イエス（イーサー）、ムハンマドと共に五大預言者のうちの一人とされる。キリスト教の正教会においてはアウラアムと称され、聖人に列せられている。
族長カビル族と呼ばれるヘブル人の先祖たちの一人である。

## 男性の名としてのアブラハム
語源となった『創世記』に出てくる人物アブラハム（אַבְרָהָם、Abraham）は若い頃はアブラム（אַבְרָם、Abram）と名乗っていて（『創世記』第11‐17章）、アブラムの意味は日本語にすると「父は高い」というようなニュアンスでこれ自体は生まれの良さを指し、アブラ「ハ」ムの様に「ハ」をつけて伸ばすのは中東のアラム語などで普通に見られる変化であるが、『創世記』の第17章では「多くの国民（たみ）の父」（多く＝ハモーン、父＝アブ）という意味だとして、彼の子孫繁栄のために神が直々に改名されたものだとされている。
（アブラムとアブラハムの別の日本語訳の例「アブラム＝高められた父」と「アブラハム＝おおくのものの高められた父」）。
アブラハムの名は、ユダヤ教、キリスト教などを支持する人々の間では世界的に、非常によく男性の名として使われている。イスラエルに住むユダヤ教徒でその名を持つ人は非常に多い。また、イスラム教社会でも、イブラーヒームの名で男性の名前としては一般的な存在となっている。
ヨーロッパで専らカトリックだけが布教されていた時代には、その名は現代ほどには使われていなかった。プロテスタントが生じてからは、カトリックの聖人と同じ名になることを避けて旧約聖書の人名を用いることが多くなり、近世になりアブラハムと名付けられた人はいくらか増加した。
アメリカ合衆国においては、ユダヤ人の数も多く、また元々人種的にはユダヤ系でありながら現在はプロテスタント系の中でも特に旧約聖書とイスラエルを重視する教会に所属している人、あるいは人種的にはユダヤ人とは関係ないがプロテスタント教会に属する人、などが入り乱れており、結果としてその名をつけている人はかなり多い。第16代大統領リンカーンのファーストネームもアブラハム（Abraham：英語読みではエイブラハム）である。英語における短縮形は「エイブ」。

## 聖書におけるアブラハム
詳細は旧約聖書冒頭の創世記の12章から25章にかけて、大洪水やノアの箱舟の物語とバベルの塔の話のあとに描かれている。アブラハムは伝説と歴史の間に生きている。この項では、元の名のアブラムを基本に、記述を進める。
テラの子アブラムは、文明が発祥したメソポタミア地方カルデアのウルにおいて裕福な遊牧民の家に生まれたと学者らによって考えられている。カルデアのウル(w:en:Ur_Kaśdim)はメソポタミア北部と南部の説があり、どちらなのかは確定していない。
テラは、その息子アブラムと、孫でアブラムの甥に当たるロト、およびアブラムの妻でアブラムの異母妹に当たるサライ（のちのサラ）と共にカナンの地（ヨルダン川西岸。現在のパレスチナ。）に移り住むことを目指し、ウルから出発した。しかし、途中のハランにテラ一行は住み着いた。
アブラムは父テラの死後、神から啓示を受け、それに従って、妻サライ、甥ロト、およびハランで加えた人々とともに約束の地カナン（現在のパレスチナ）へ旅立った。アブラム75歳の時のことである。以下は、その時の神の啓示である。
アブラム一行がカナンの地に入ると、シェケム（エルサレムの北方約50km）で神がアブラムの前に現れ、
と預言された。アブラムは、自分のために現れてくださったיהוה（神）のため最初の祭壇をシェケムに築いた。その後、アブラム一行は更に南下してベテルとアイの間（エルサレムの北方約20km）に移り住んだ。そしてここにも神のための祭壇を築き、エルシャダイという名によって祈った。
その後、ネゲブ地方（カナン南部の高原性乾燥地帯）が飢饉に襲われたため、アブラム一行は揃ってエジプトへ避難した。見目麗しい妻サライが原因で自分が殺害されることを恐れたアブラムは、妻サライに自分の妹とだけ称させることにした（実際、サライは、アブラムの異母妹であった）。そのサライがエジプト王の宮廷に召し抱えられたため、アブラムは一大財産を築いた。神は、アブラムの妻サライがエジプト王の妻とされたことでエジプト王および王家を災害で痛めつける。エジプト王は、神がアブラム側に立っている事態を理解したので、アブラム一行を彼らの全ての所有物と共にカナンの地へ送り出した。
アブラム一行は、ベテルとアイの間の祭壇まで戻り、エルシャダイという名によって祈った。アブラム一行は既に家畜も奴隷も金銀財産も十分持ち過ぎていたので、アブラムがカナン地方（ヨルダン川西岸）を、ロトがヨルダンの低地全体を選び取って住み分け、ロトは、のちに東方、ヨルダン川東岸に移動した。なお、ロトがヨルダンの低地を選び、移り住んだ時点では、そこにはまだソドムとゴモラが存在しており、これらの都市は神の怒りによって滅ぼされる直前であった。
アブラムとロトとが分かれた後、アブラムに神から以下のような預言が下された。
ユダヤ教、キリスト教、イスラム教を信じるいわゆる聖典の民は、いずれも彼を唯一神が人類救済のために選んだ預言者として篤く尊敬し、祝福する傾向が強い。そのため、これらの宗教は「アブラハムの宗教」とも呼ばれる。

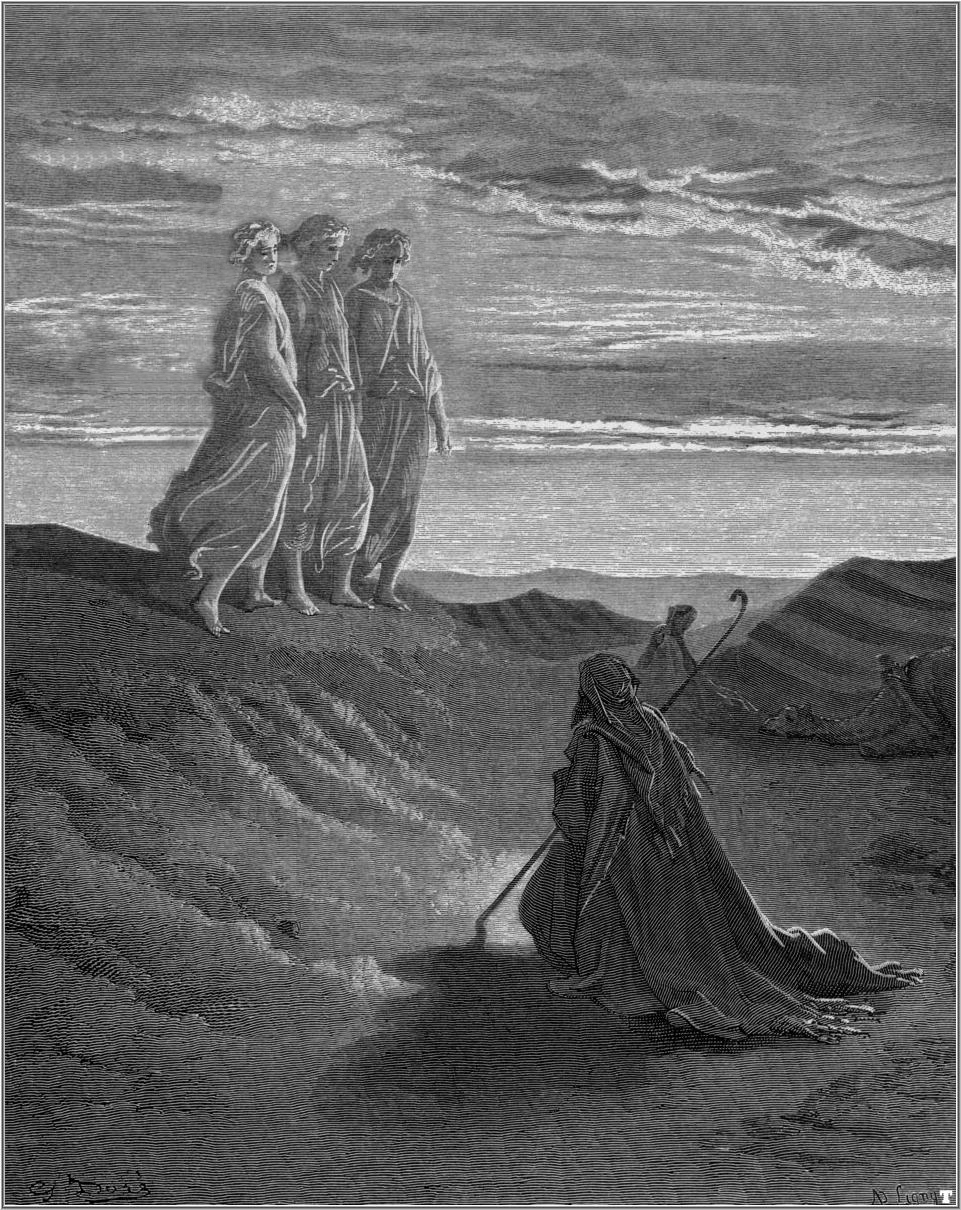
神の使いを迎えるアブラハム（『創世記』第18章）。ドレ画

神にひとり息子のイサクを捧げようとするアブラハムとそれをとどめる天使（『創世記』第22章）。(ロラン・ドゥ・ラ・イール画、1650。オルレアン美術館）

彼は老齢になっても嫡子に恵まれなかった（ハランを出発したときは75歳）が、神の言葉
と言われ、その後、妻のサライの勧めで彼女の奴隷であったハガルを妾にして76歳にしてイシュマエルを授かり、後に99歳で割礼を受け、老妻サラ（サライ）との間に100歳になって嫡子イサク（イツハク）を授かった（『創世記』第16‐18・21章）。
これ以外にアブラハムの子として記されているものとして、アブラハム137歳の時に妻サラは127年の生涯を閉じた（『創世記』第23章第1節）が、その後アブラハムはケトラという女性を妻に娶りジムラン、ヨクシャン、メダン、ミディアン、イシュバク、シュアという子供をもうけ、その後アブラハムはイサク以外の子には生前分与として贈り物を与えて東の地に去らせ（第25章第1‐6節）、イサクには残りの全財産を継がせたほか自分の故郷から傍系親族のリベカを連れてこさせて彼の妻にさせた（第24章）。アブラハムは175歳で世を去り、マクペラの洞窟へイシュマエルとイサクによって葬られた（第25章第7‐9節）。

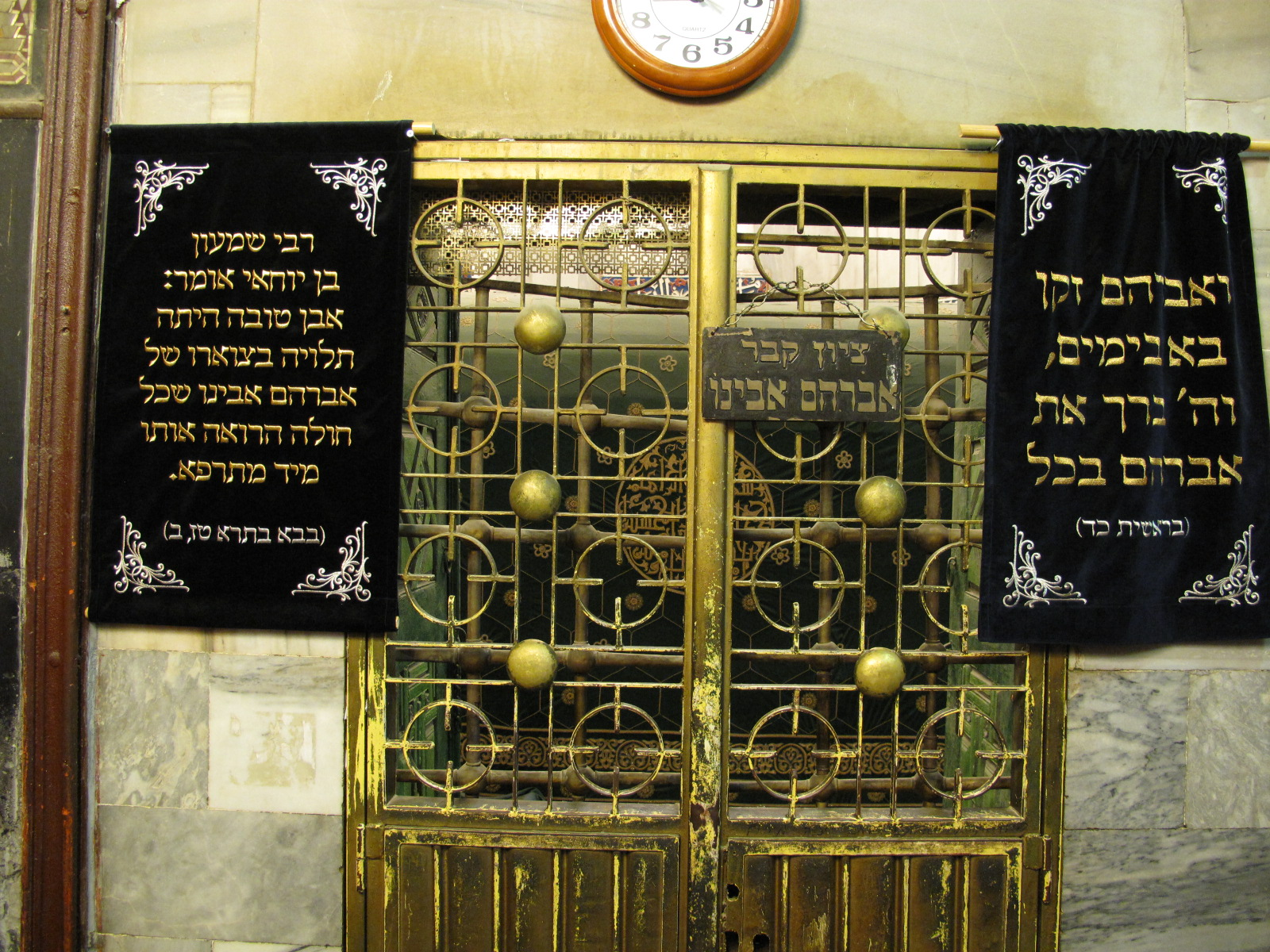
ヘブロンにあるアブラハムの墓廟

アブラムの墓廟はパレスチナのヨルダン川西岸地区ヘブロンにあり、ユダヤ教とイスラム教の聖地として尊崇されている。

### 祖先としてのアブラハムの位置付け
ユダヤ人はイサクの子ヤコブ（ヤアコブ）を共通の祖先としてイスラエル12部族が派生したとし、アブラハムを「父」として崇め、また「アブラハムのすえ」を称する。一方でイサクの異母兄に、妾ハガルから生まれた一子イシュマエル（イシュマイール）や後妻ケトゥラから生まれた異母弟たちがいて、旧約聖書の伝承では彼らがアラブ人の先祖となったとされる（創世記21章・25章など）。
また、すべてのユダヤ教徒の男子はアブラハムと神との契約により、生後8日に割礼を受ける定めとされる。
これ以外に大元の出典の名前並びに内容の真偽は不詳だが、『マカバイ記』1巻第12章20－23節に出てくるスパルタ王アレイオスからユダヤの大祭司オニアスに来た手紙には「ある文献によると、スパルタ人とユダヤ人は兄弟で、（スパルタ人も）アブラハムの子孫であると書いてある。」という記述がある。

## イスラム教におけるイブラーヒーム
この項では、アラビア語発音のイブラーヒームの名を基本に、記述を進める。
イスラム教では、旧約聖書の伝承について、改竄にもとづく誤りを含みつつも神の言葉を伝えた啓典であると考えてはいるが、イブラーヒームについて同様に考えており、アラブ人はイブラーヒームとイスマーイール（イシュマエル）を先祖とみなしている。イスラム教の立場では、イブラーヒームとはユダヤ教もキリスト教も存在しない時代に唯一神を信じ帰依した完全に純粋な一神教徒であり、イスラム教とはユダヤ教とキリスト教がいずれもイブラーヒームの信仰から逸脱して不完全な一神教に落ちた後の時代にイブラーヒームの純粋な一神教を再興した教えである、と考えられた。これに関し、クルアーンの第3章には次のような意味の節がある。
| 「 | "イブラーヒームはユダヤ教徒でもキリスト教徒でもなかった。しかしかれは純正なムスリムであり、多神教徒の仲間ではなかったのである。"[Quran 3:67] | 」 |

トルコのムスリムの伝承では、『旧約聖書』にある預言者イブラーヒームがカナンに向けて出発した「ウル」（カルデアのウル）とはウルファのことであるとし、これは世俗主義の立場である聖書学からも支持されていた。イスラム教の伝統ではイブラーヒームの誕生した場所はウルファであるとされており、これを記念するモスクも建てられている。
イスラム教徒（ムスリム）も生後7日目から12歳までの間に割礼を行うが、ユダヤ教とは違って特にイブラーヒームに由来する法とは考えられておらず、イブラーヒームとアッラーフとの契約に基づいた宗教的義務ではなく共同体の慣習に過ぎないとみなす法学派が有力である。